# Betaina-omocisteina S-metiltransferasi
La betaina-omocisteina S-metiltransferasi è un enzima appartenente alla classe delle transferasi, che catalizza la seguente reazione:
trimetilammonioacetato + L-omocisteina ⇄ dimetilglicina + L-metionina